# رياض العيلة
رياض علي العيلة (1952-) هو مترجم وأكاديمي فلسطيني، ولد في جباليا وتلقى تعليمه الإبتدائي والإعدادي في مدارس وكالة الغوث فيها وحصل على الثانوية من مدرسة الفالوجة عام 1971، حاصل على بكالوريوس العلوم السياسية من جامعة مدريد المركزية في إسبانيا عام 1978، ودرجة الماجستر عام 1980 والدكتوراة عام 1983 في ذات التخصص والجامعة بأطروحة "التطور السياسي الإجتماعي للاجئين الفلسطينيين بقطاع غزة (1948-1980)". كما حصل على الماجستير في التطوير الإداري من جامعة غرناطة عام 2000.

## سيرته المهنية
عمل رياض علي العيلة أستاذاً مساعداً في كلية التجارة، ورئيس قسم التاريخ بكلية الآداب ودائرة البحث العلمي بالجامعة الإسلامية، وأستاذاً مساعداً في كلية الإقتصاد والعلوم الإدارية في جامعة الأزهر عام 1992، وعميد كلية الإقتصاد والعلوم الإدارية، ورئيس قسم العلوم السياسية في جامعة الأزهر في غزة قبل تدميرها من قبل العدوان الإسرائيلي الأخير على قطاع غزة منذ السابع من أكتوبر والذي عمد فيه الجيش الإسرائيلي على إستهداف المراكز والمؤسسات التعليمية وضرب بنيتها التحتية. وشغل منصب مدير فرع جامعة القدس المفتوحة في الفترة الواقعة بين عامي (1992-1994) و (2001-2003).
وكان الدكتور رياض عضو في عدة مؤسسات وجمعيات:
- عضو في جمعية العلوم الإجتماعية الإسبانية وجمعية العلوم الإجتماعية الدولية عام 1985.
- عضو الجمعية العربية للعلوم السياسية في القاهرة.
- عضو هيئة تحرير مجلة جامعة القدس المفتوحة للأبحاث والدراسات.
- عضو الجمعية العربية لعلم الإجتماع في بيروت عام 2004 .
- عضو الجمعية العربية للمترجمين العرب في بلجيكا عام 2004.
- رئيس جمعية رعاية الأسرة الخيرية قي فلسطين ورئيس جمعية الصداقة الفلسطينية الإسبانية في فلسطين عام 1995.
- رئيس جمعية منتدى الفكر الفلسطيني عام 1995.
- مدير مركز الشرق الأوسط للإستطلاعات والبحوث التطبيقية (بيسان)،غزة عام 2001.
- خبير سياسي لمنظمة المرأة العربية في القاهرة عام 2005.

## مؤلفاته وأبحاثه
ساهم العملة في ترجمة العديد من المؤلفات والأبحاث عدا عن تأليفه مجموعة من كتب السياسة:
1. التطور السياسي الإجتماعي للاجئين الفلسطينيين بقطاع غزة (1948-1980).
2. الكيبوتز: ما بين الصهيونية والإشتراكية، رسالة الماجستير باللغة الإسبانية عام 1983.
3. مبادئ علم السياسة، كلية الإقتصاد والعلوم الإدارية، جامعة الأزهر بغزة.
4. تطور القضية الفلسطينية، جامعة الأزهر بغزة عام 1996.
5. مدينة يبنا بين الماضي والمستقبل، دراسة ميدانية تاريخية عام 2000.
6. دليل المصطلحات الدبلوماسية والسياسية باللغات العربية والإنجليزية والإسبانية.
7. ترجمة سلسلة مكونة من ثمانية أجزاء من اللغة العربية إلى الإسبانية بعنوان كيف تدير مشروعاً صغيراً.
8. ترجمة كتاب مجلس النواب الإسباني من اللغة الإسبانية إلى العربية.
9. ترجمة سلسلة من القصص القصيرة للكاتب زكي العيلة إلى اللغة الإسبانية من أهمها (سلال من اللحم والروح الحمراء).
10. بحث بعنوان تطور التعليم في قطاع غرة، كلية التجارة في الجامعة الإسلامية عام 1984.
11. بحث بعنوان مدى معرفة الطالب الفلسطيني بقضيته عام 1995.
12. بحث بعنوان التطور التاريخي للمجتمع الفلسطيني، نشر في جامعة القدس المفتوحة عام 1995.
13. بحث بعنوان إنتفاضة القسام وإنتفاضة الحجر، نشر في مجلة جامعة الأزهر عام 1998.

## روابط خارجية
- منشورات رياض العيلة على أكاديميا.إدو